# Spartanburg, Carolina de Sud
Spartanburg este un oraș în comitatul Spartanburg, statul Carolina de Sud, SUA. Orașul a luat ființă în anul 1831, el se află amplasat la altitudinea de 246 m deasupra n.m., ocupă o suprafață de 49,9 km² din care 49,6 km² este uscat. La recensământul din 2000, orașul avea 39.673 loc. iar regiunea metropolitană avea în 2004, 264.230 loc. Spartanburg este un oraș industrial, el este singurul oraș american unde se fabrică automobilele BMW X5. Orașul este considerat un oraș universitar, aici există mai multe școli superioare:
- University of South Carolina Upstate
- Converse College
- Spartanburg Community College
- Sherman College of Straight Chiropractic
- Wofford College

## Personalități marcante
- Pink Anderson, muzician
- David Daniels, cântăreț de operă
- George Gray, wrestler
- Lee Haney, sportiv
- James A. Johnson, politician
- Angela Nikodinov, patinatoare
- Don Reno, muzician
- Rex White, pilot de formula 1
- Gina Marie Tolleson, Miss World (1990)